# Swatting
Swatting er en praksis hvor nogen ringer til politi eller alarmberedskab, og udgiver sig for at være en person i fare, med formålet at få et SWAT-team til at møde op på en given adresse. Oftest for at chikanere personen der bor der.